# Hans Troyes Delgado
Hans Troyes Delgado (San José del Alto; 6 de febrero de 1979) es un ingeniero agrícola y político peruano. Fue congresista para el periodo 2020-2021.

## Biografía
Hans Troyes Delgado Nació en el caserío de El Triunfo, San José del Alto; 6 de febrero de 1979.
Realizó estudios de Ingeniería Agrícola en la Universidad Nacional Pedro Ruiz Gallo. Laboró como funcionario público en la Municipalidad Provincial de Jaén, en el 2019. Fue en la gestión  de Francisco Delgado Rivera, Gerente  Municipal de Jaén.

## Carrera política
Su primera participación política se dio en las elecciones regionales del 2018 cuando fue candidato a accesitario para el cargo de consejero regional por la provincia de Jaén por Acción Popular, al término de la elección salió electo como accesitario.

### Congresista
En las elecciones extraordinarias de 2020 fue elegido congresista en representación de Cajamarca por el partido Acción Popular, para el periodo complementario 2020-2021. Fue elegido congresista con 16 090 votos.
Troyes, se mostró en contra de la vacancia del presidente Martín Vizcarra durante los dos procesos que se dieron para ello, el segundo de los cuales terminó sacando al expresidente del poder. El congresista fue parte de los 4 Congresistas que votaron en abtension de la vacancia del presidente Martín Vizcarra.

### Candidato a la Alcaldía de Jaén
En el 2022, fue candidato a la alcaldía de Jaén por Acción Popular. No salió electo.